# Erwin Weiss (Komponist)
Erwin Weiss (* 6. Oktober 1912 in Wien, Österreich-Ungarn; † 13. September 2004 ebenda; Pseudonym: Peter Falk) war ein österreichischer Komponist, Chorleiter, Pianist und Musikpädagoge.

## Leben
Erwin Weiss nahm ab 1920 Violin- und ab 1922 Klavierunterricht und studierte danach bis 1927  bei Hedda Ballon (Klavier) am Neuen Wiener Konservatorium sowie 1928–38 an der Staatsakademie für Musik in Wien bei Alexander Manhart (Klavier), Joseph Marx (Musiktheorie), Max Springer (Komposition), Walter Kerschbaumer (Klavier Konzertfach), Felix Weingartner (Dirigieren) und Josef Krips (Dirigieren). 1934 legte er die Reifeprüfung für Klavier und 1937 für Dirigieren ab. In der sozialistischen Bewegung engagiert, leitete Weiss 1928–32 den Jugendchor Favoriten und war musikalischer Betreuer bei den „Roten Spielern“ in Favoriten, wo er auch Jura Soyfer kennenlernte. 1934–38 war er Chorleiter des Arbeitersängerbundes Favoriten. Ab 1936 trat er als Konzertpianist auf und arbeitete als Klavierlehrer.
Nach dem „Anschluss“ Österreichs 1938 musste er seiner jüdischen Herkunft wegen ins Exil und ging zuerst in die Schweiz, nach der Ausweisung nach Frankreich und 1939 dann nach England, wo er vorerst auf der Insel Man zusammen mit zahlreichen so genannten feindlichen Ausländern (“enemy aliens”) interniert war. Dort lernte er Erich Fried kennen, von dessen Werke er einige später vertonte. Nach 8 Monaten wurde er entlassen, fand Beschäftigung in der Flugzeugindustrie und gründete in London den Young Austria Choir. Als Leiter der Chorkonzerte schrieb er zahlreiche Lieder auswendig aus dem Gedächtnis, da es kein passendes Notenmaterial gab.

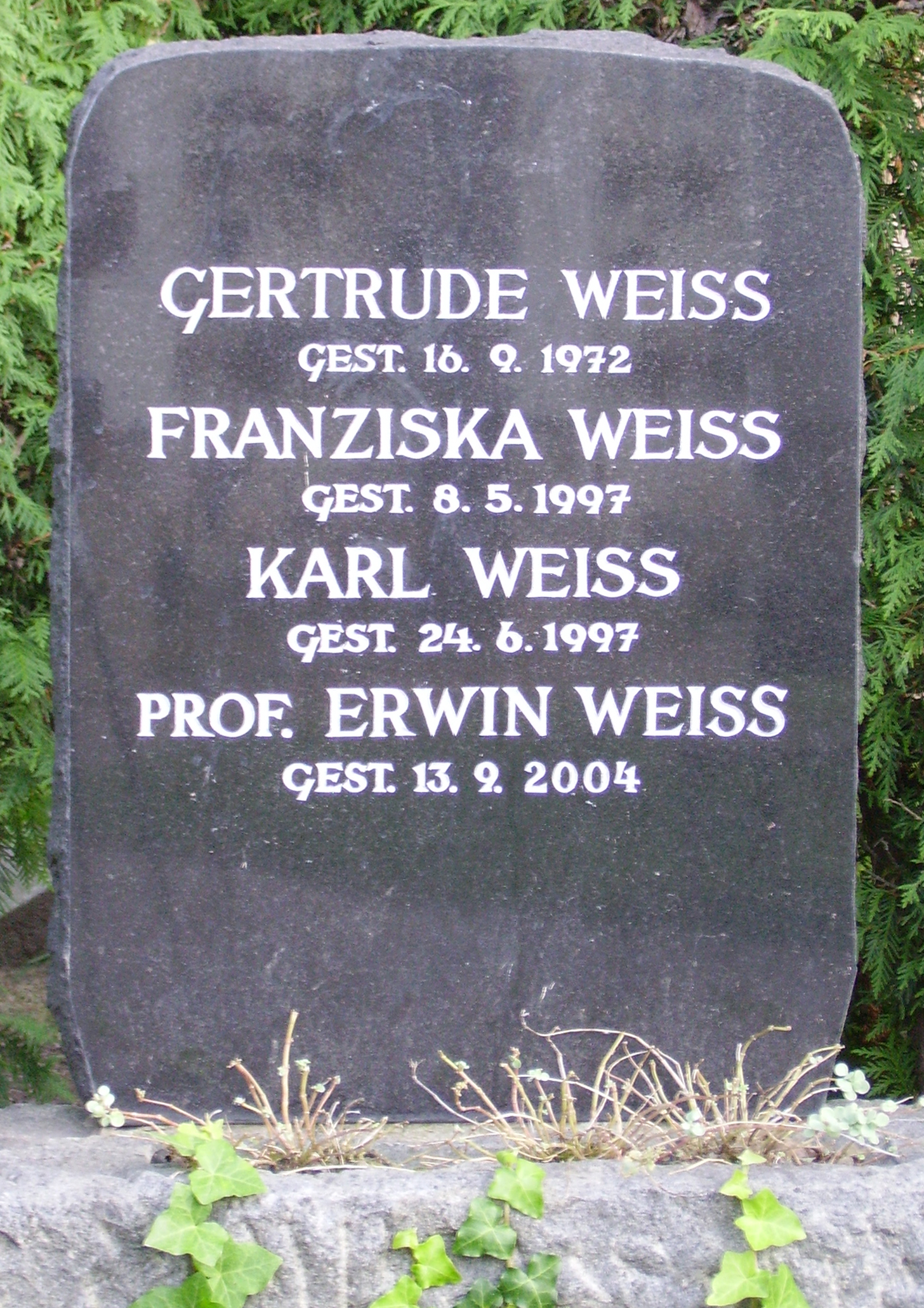
Urnengrab

1945 kehrte Weiss wieder nach Wien zurück und begann seine Lehrtätigkeit am Konservatorium der Stadt Wien. Von 1960 bis 1978 war er Direktor dieser Institution. Daneben wirkte er als Chor- und Orchesterdirigent (1951/52 Jugendchor und 1956–96 Chorvereinigung des Österreichischen Gewerkschaftsbundes) und unternahm mehrere Auslandstourneen. Er hatte großen Anteil am Wiederaufbau des österreichischen Arbeiterchorwesens nach dem Zweiten Weltkrieg und war u. a. Direktionsmitglied der Wiener Konzerthausgesellschaft (1945–1990).
Sein Grab befindet sich im Urnenhain der Feuerhalle Simmering (Abteilung 3, Ring 3, Gr. 3, Nr. 29) in Wien. Es zählt zu den ehrenhalber gewidmeten bzw. ehrenhalber in Obhut genommenen Grabstellen der Stadt Wien.

## Auszeichnungen
- 1950: Zweiter Preis beim Kompositionswettbewerb der Stadt Wien für sein Werk Vom Leben
- 1952: Förderungspreis der Stadt Wien
- 1961: Verleihung des Titels Professor
- 1966: Karl-Renner-Preis der Stadt Wien[2]
- 1971: Österreichisches Ehrenkreuz für Wissenschaft und Kunst
- 1977: Josef Luitpold Stern-Preis des Österreichischen. Gewerkschaftsbundes
- 1978: Goldenes Ehrenzeichen für Verdienste um das Land Wien
- 1993: Goldenes Verdienstzeichen der Republik Österreich
- 2003: Ehrenmedaille der Bundeshauptstadt Wien in Gold[3]

## Werke (Auswahl)
- Wir bahnen den Weg, Chorlied (Text: Erich Fried, 1943)
- Ein neuer Frühling, Chorlied, (Text: Hans Kallberg, 1944)
- Nehmet den Hammer, Chorlied (Text: Wilhelm Adametz, 1946)
- Vom Leben, Weltliches Oratorium (Text: Karl Anton Maly, 1950)
- Hymnus-Arbeitersage (Text: Josef Luitpold Stern, 1953)
- Das Lied der Motoren, Eine Episode (Text: Gerhard Fritsch, 1954)

sowie Kantaten, Chorwerke, Lieder und Filmmusiken